# Celeste (Uruguay)
Celeste est une ville de l'Uruguay située dans le département de Salto. Sa population est de 83 habitants.

## Population
| Année | Population |
| ----- | ---------- |
| 1963  | 73         |
| 1975  | 50         |
| 1985  | 36         |
| 1996  | 56         |
| 2004  | 83         |

,